# Erich Fried

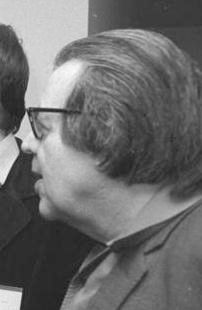
Erich Fried (1981)

Erich Fried (ur. 6 maja 1921 w Wiedniu; zm. 22 listopada 1988 w Baden-Baden) – austriacki poeta, tłumacz i eseista pochodzenia żydowskiego. Po aneksji Austrii jego rodzina był prześladowana. Fried z matką zdołał wyemigrować do Londynu (ojciec zmarł na skutek pobicia przez gestapo). W latach 1952-68 pracował w niemieckojęzycznej redakcji BBC. W okresie II wojny światowej publikował wiersze piętnujące faszyzm, w latach 60. protestował swoją poezją przeciwko wojnie w Wietnamie, a w latach 70. przeciwko polityce Izraela wobec Palestyńczyków. Wśród opublikowanych przez niego 20 tomików poetyckich znajdują się również wiersze poświęcone naturze i miłości (Liebesgedichte 1979). Dwa tomy wierszy ukazały się w tłumaczeniu polskim (Wezwanie do niepokoju, 1972, Wybór wierszy najpiękniejszych, 1991).

## Dzieła
- Drei Gebete aus London, 1945
- Ein Soldat und ein Mädchen, 1960
- Reich der Steine, 1963
- Warngedichte, 1964
- Überlegungen, 1964
- Kinder und Narren, 1965
- und Vietnam und, 1966
- Anfechtungen, 1967
- Die Beine der größeren Lügen, 1969
- Unter Nebenfeinden, 1970
- Die Freiheit den Mund aufzumachen, 1972
- Höre Israel, 1974
- So kam ich unter die Deutschen, 1977
- 100 Gedichte ohne Vaterland, 1978
- Liebesgedichte, 1979
- Es ist was es ist, 1983
- Um Klarheit, 1985
- Mitunter sogar Lachen, 1986

## Opracowania
- Catherine Fried-Boswell und Volker Kaukoreit (wyd.): Erich Fried. Ein Leben in Bildern und Geschichten. Wagenbach, Berlin 1993.
- Joseph A. Kruse (Heinrich-Heine-Institut) (wyd.): Einer singt aus der Zeit gegen die Zeit : Erich Fried 1921-1988 : Materialien und Texte zu Leben und Werk. Häusser, Darmstadt 1991.
- Gerhard Lampe: Ich will mich erinnern an alles was man vergißt: Erich Fried - Biographie u. Werk Bund-Verlag, Köln 1989.
- Tilman von Brand: Öffentliche Kontroversen um Erich Fried Wissenschaftlicher Verlag Berlin, Berlin 2003.
- Pisarze niemieckojęzyczni XX wieku. Leksykon encyklopedyczny PWN pod red, Marka Zybury. Warszawa – Wrocław: Wydawnictwo Naukowe PWN, 1996. ISBN 83-01-11995-0.